# Anisodes immemoraria
Anisodes immemoraria là một loài bướm đêm trong họ Geometridae.